# Annie Hémery
Anne-Marie Eugénie Victoria  Hémery dite Annie Hémery, née le 25 septembre 1901 à Saint-Didier-sur-Chalaronne dans le département de l'Ain et morte à une date indéterminée après 1955, est une actrice de théâtre et de cinéma française.

## Biographie
Annie Hémery était actrice de théâtre lorsqu'elle épousa à Paris en 1944 le réalisateur Jacques Daroy.
Elle accomplit sous sa direction une brève carrière d'actrice de cinéma au cours des années 1940 et 1950.

## Filmographie
- 1946 : Raboliot de Jacques Daroy : Tavie
- 1947 : La Dame de Haut-le-Bois de Jacques Daroy : une paysanne
- 1947 : Rumeurs de Jacques Daroy : Marthe
- 1948 : Une belle garce de Jacques Daroy : Mme Rabbas
- 1950 : Porte d'Orient de Jacques Daroy : la passagère
- 1952 : Sergil chez les filles  de Jacques Daroy : Irène
- 1953 : Le Club des 400 coups de Jacques Daroy : la grand-mère
- 1953 : Monsieur Scrupule gangster de Jacques Daroy
- 1955 : Les pépées font la loi de Raoul André